# ویکتور کورچنکو
ویکتور کورچنکو (انگلیسی: Viktor Kurchenko؛ زادهٔ ۶ ژانویهٔ ۱۹۶۵) ورزشکار Archery اهل اوکراین است.

## حرفه
وی همچنین از کمانداران بازی‌های المپیک تابستانی ۲۰۰۰ بوده است. 